# Joseph P. Comegys

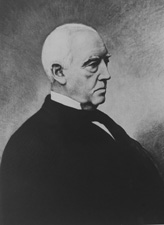
Joseph P. Comegys

Joseph Parsons Comegys (* 29. Dezember 1813 in Dover, Delaware; † 1. Februar 1893 ebenda) war ein US-amerikanischer Politiker (Whig Party) und Jurist.

## Leben
Joseph Comegys war der Sohn von Cornelius P. Comegys, der später Gouverneur von Delaware wurde. Er kam auf dem Familiensitz Cherbourg in Dover (Kent County) zur Welt.
Nach dem Besuch der Privatschule in Dover studierte er beim späteren US-Außenminister John Middleton Clayton, dem er als Senator nachfolgen sollte, Jura und wurde 1835 in die Anwaltskammer aufgenommen. Als Jurist arbeitete er in der Folge in Dover. Er heiratete John Claytons Nichte Margaret Douglass; das Paar hatte drei Kinder.

## Öffentliche Ämter
Comegys wurde 1843 erstmals als Whig-Mitglied für eine zweijährige Amtsperiode ins Repräsentantenhaus von Delaware gewählt. 1849 folgten zwei weitere Jahre in dieser Parlamentskammer. 1852 gehörte er einer Kommission zur Überarbeitung der Verfassung von Delaware an.
Am 19. November 1856 trat er im US-Senat die Nachfolge des verstorbenen John Clayton an. Er fungierte aber nur als Übergangslösung, kandidierte nicht erneut und verließ den Kongress bereits am 14. Januar 1857 wieder, als mit Martin W. Bates ein Nachfolger für Claytons restliche Amtszeit bis 1859 gewählt worden war.
Viele Jahre der selbständigen juristischen Arbeit schlossen sich an, bis er 1876 zum Obersten Richter (Chief Justice) am Delaware Supreme Court gewählt wurde. Er trat dieses Amt am 18. Mai 1876 an und verblieb dort bis zu seinem Rücktritt aus gesundheitlichen Gründen zum 26. Januar 1893; sein Nachfolger wurde Alfred P. Robinson. Nur wenige Tage später verstarb Joseph Comegys in seiner Heimatstadt Dover.